# Nuno Gomes Nabiam
Nuno Gomes Nabiam (Bissau, 17 de novembro de 1966) é um engenheiro e político da Guiné-Bissau, líder do partido guineense Assembleia do povo Unido - Partido Democrático da Guiné-Bissau (APU-PDGB). Foi o  Primeiro-Ministro da Guiné-Bissau, exercendo o cargo  28 de fevereiro de 2020 à 7 de agosto de 2023. 
De 1973 a 1978, foi membro da Organização dos Pioneiros Abel Djassi, inspirada no pensamento político de Amílcar Cabral. Em 1978, passou a ser militante da Juventude Africana Amílcar Cabral JAAC, para dois anos depois, em 1980, formalizar a sua militância no PAIGC. Concluiu o ensino no Liceu Nacional Kwame Nkrumah e em 1986, foi contemplado com uma bolsa de estudos no domínio de Aviação Civil para a então União Soviética. Concluiu a licenciatura no Instituto Superior de Engenharia de Aviação Civil, em Kiev, hoje capital da Ucrânia. Em 1994, viajou para os Estados Unidos da América, onde obteve mestrado em gestão empresarial.
Exerceu até 2014 o cargo de presidente da Agência de Aviação Civil. Tem ainda um mestrado em gestão de empresas.
Em abril de 2014 entrou na cena política, concorrendo às eleições presidenciais com o apoio e orientação de Kumba Yalá, fundador da segunda maior força política do país, o Partido de Renovação Social (PRS). Passou à segunda volta, disputando a eleição com José Mário Vaz, que viria a ser eleito presidente do país.
Em novembro do mesmo ano, após a derrota nas presidenciais, apresentou em Gabu o seu partido, Assembleia do Povo Unido - Partido Democrático da Guiné-Bissau (APU-PDGB), sendo então a 38.ª força política existente na Guiné-Bissau.
Em maio de 2019, durante um comício no largo dos Mártires do Pindjiquite, em Bissau, Nuno Nabian afirmou que Domingos Simões Pereira seria nomeado primeiro-ministro pelo então Presidente, José Mario Vaz, "custe o que custar", na qualidade de líder do partido vencedor das eleições legislativas no país, o Partido Africano da Independência da Guiné e Cabo Verde (PAIGC), afirmando ao Presidente guineense que caso isto não acontecesse, iria iniciar uma nova revolução no país.
Em setembro desse mesmo ano, foi candidato às eleições presidenciais, sendo apoiado pelo APU-PDGB e pelo PRS.
Até 28 de fevereiro de 2020, exerceu o cargo de primeiro vice-presidente da Assembleia Nacional Popular da Guiné-Bissau, vindo nessa qualidade a indigitar simbolicamente Umaro Sissoco Embaló, tido como vencedor das eleições presidenciais de 2019 pela Comissão Nacional de Eleições, como Presidente da Guiné-Bissau. No mesmo dia, foi nomeado por Sissoco Embaló como chefe do governo e primeiro-ministro do país, em substituição de Aristides Gomes.
Nabian tomou posse a 29 de fevereiro, em cerimónia oficial que teve lugar no Palácio da República, na presença de várias chefias militares, do Procurador Geral da República, do presidente do Tribunal de Contas e dos Embaixadores do Senegal e da Gâmbia, além de Sissoco Embaló.